# Elli et Jacno
Elli et Jacno fue un dúo de synthpop francés formando en 1979, activo en la primera mitad de la década de los 80. Estaba compuesto por la cantante franco-uruguaya Elli Medeiros (letra y voz) y Jacno (composición, teclados, caja de ritmos y guitarra).

## Historia
Elli Medeiros y Denis Quilliard (Jacno), originalmente formaban parte de la banda Stinky Toys. Tras la disolución del grupo en 1979, ambos decidieron unirse para crear el dúo de Elli et Jacno unos meses después. Su primer sencillo, «Main dans la main», fue publicado en 1980, como primer adelanto del álbum Tout va sauter.
Su estilo musical es reconocible por las melodías minimalistas de Jacno, compuestas esencialmente de acordes obtenidos en un sintetizador, y en las letras de Medeiros, que a menudo evocan el amor, abordándolo tanto desde la tristeza como de la felicidad. Jacno tocaba él mismo los sintetizadores, la guitarra y la caja de ritmos, y a veces acompañaba a Elli en los coros.
Durante sus seis años de colaboración, Elli et Jacno publicaron tres álbumes, entre ellos Les Nuits de la plein lune (1984), la banda sonora de la película homónima de Éric Rohmer. El dúo se separó a principios de 1984 y Elli Medeiros continuó su carrera como cantante solista y actriz. En cuanto a Jacno, lanzó varios discos y continuó su carrera como productor musical. En 1994 se lanzó una recopilación de sus éxitos y en marzo de 2011 su primer álbum, Tout va sauter, fue reeditado.
En 2009, la banda Indochine hizo una versión de una de sus canciones, «Je t'aime tant», para su álbum La République des Meteors.

## Discografía

### Álbumes de estudio
- 1980 : Tout va sauter (Vogue)
- 1982 : Boomerang (Celluloïd)
- 1984 : Les Nuits de la pleine lune (CBS)

### Álbumes compilatorios
- 1981 : Inédits 77-81 (Disques Vogue)
- 1994 : Symphonies de poche (Virgin)

### Sencillos
- 1980 : Main dans la main / T'oublier
- 1981 : Oh là là / Je t'aime tant
- 1982 : Je t'aime tant / Chanson pour Olivia
- 1983 : Le Téléphone / Le Téléphone (instrumental)
- 1984 : Les Nuits de la pleine lune / Un bonheur bien fragile
- 1984 : Chica Chica Bongo / Les Sept Îles